# Кейсі Палмер
Кейсі Палмер (англ. Kasey Palmer, нар. 9 листопада 1996, Луїсгем) — ямайський та англійський футболіст, півзахисник клубу «Галл Сіті» та національної збірної Ямайки.

## Клубна кар'єра
Народився 9 листопада 1996 року в місті Луїсгем. Вихованець юнацької команди «Чарльтон Атлетик». Після вражаючого матчу проти «Челсі» в Молодіжному Кубку Англії 2011/12 Кейсі Палмера помітили лондонські скаути, куди він і перейшов у березні 2013 року. У складі юнацької команди «аристократів» він виграв молодіжний чемпіонат і Кубок Англії у сезоні 2013/14, а наступного сезону на додаток до кубку він зумів допомогти команді виграти Юнацьку лігу УЄФА 2014/15. Сезон 2015/16 також виявився успішним для Палмера, який забив п'ять голів у цьому турнірі, в тому числі переможний гол у фіналі проти ПСЖ (2:1), захистивши таким чином звання найкращою юнацької команди Європи.
Будучи одним з найперспективніших талантів академії, Палмер підписав новий контракт з клубом у лютому 2016 року до кінця сезону 2018/19, а влітку був відданий в оренду у «Гаддерсфілд Таун» для отримання ігрової практики. Він дебютував на дорослому рівні 6 серпня, вийшовши на заміну на 78-й хвилині матчу Чемпіоншипу «Брентфордом» (2:1) і забив переможний гол через хвилину після виходу на поле лише другим дотиком до м'яча. Загалом до кінця сезону він зіграв за клуб 27 ігор в усіх турнірах і забив 4 голи, зігравши в тому числі у фіналі плей-оф, де «Гаддерсфілд» виграв у серії пенальті та здобув підвищення до Прем'єр-ліги. Після цього оренда Палмера була продовжена ще на рік, при цьому гравець продовжив контракт з «Челсі» до 2021 року. Втім у вищому дивізіоні Кейсі втратив місце в основі, зігравши лише 4 гри чемпіонату, тому оренда була достроково розірвана у січні 2018 року і до кінця сезону він грав в оренді у клубі Чемпіоншипу «Дербі Каунті».
30 липня 2018 року Палмер приєднався до «Блекберн Роверз», іншого клубу Чемпіоншипу «Блекберн Роверс» на правах оренди, а вже у січні був відданий в оренду у черговий клуб, теж команду другого дивізіону, на цей раз «Бристоль Сіті». Влітку клуб за 3,5 мільйонів фунтів викупив контракт гравця, уклавши з ним угоду на 4 роки. Тут він зіграв ще три сезони, за винятком невеликого періоду, проведеному у «Свонсі Сіті» на правах оренди.
З червня 2022 року два сезони захищав кольори клубу «Ковентрі Сіті». Більшість часу, проведеного у складі «Ковентрі Сіті», був основним гравцем команди. З командою зіграв у фіналі плей-оф Чемпіоншипу у 2023 році, але цього разу його команда програла у серії пенальті «Лутон Тауну» і до еліти не потрапила.
30 серпня 2024 року Палмер підписав трирічну угоду з іншим клубом Чемпіоншипу «Галл Сіті». Станом на 2 жовтня 2024 року відіграв за клуб з Галла 5 матчів в національному чемпіонаті.

## Виступи за збірні
2013 року дебютував у складі юнацької збірної Англії (U-17), загалом на юнацькому рівні взяв участь у 6 іграх, відзначившись 2 забитими голами.
Протягом 2016—2017 років залучався до складу молодіжної збірної Англії, з якою став переможцем Турніру у Тулоні у 2016 році. На молодіжному рівні зіграв у 6 офіційних матчах, забив 1 гол.
Хоч Палмер і народився в Англії, через своє ямайське походження він мав право представляти цю карибську країну. Тому 25 березня 2021 року він дебютував в офіційних матчах у складі національної збірної Ямайки в товариській грі проти США (4:1).
У складі збірної був учасником розіграшу Кубка Америки 2024 року у США, де зіграв у всіх трьох матчах і в грі проти Еквадору (1:3) відзначився автоголом. Загалом ямайці програли всі три гри й стали останніми у групі.
| Дата      | Місто             | Господарі | Результат  | Гості     | Турнір                                             | Голи | Примітки |
| --------- | ----------------- | --------- | ---------- | --------- | -------------------------------------------------- | ---- | -------- |
| 25-3-2021 | Вінер-Нойштадт    | США       | 4 – 1      | Ямайка    | товариський матч                                   | -    | 86'      |
| 8-9-2023  | Кінгстон (Ямайка) | Ямайка    | 1 – 0      | Гондурас  | Ліга націй КОНКАКАФ 2023—2024 - 1-й етап           | -    | 65'      |
| 13-9-2023 | Кінгстон (Ямайка) | Ямайка    | 2 – 2      | Гаїті     | Ліга націй КОНКАКАФ 2023—2024 - 1-й етап           | -    |          |
| 21-3-2024 | Арлінгтон         | США       | 3 – 1 д.ч. | Ямайка    | Ліга націй КОНКАКАФ 2023—2024 - півфінал           | -    | 53' 74'  |
| 24-3-2024 | Арлінгтон         | Панама    | 0 – 1      | Ямайка    | Ліга націй КОНКАКАФ 2023—2024 - матч за 3-тє місце | -    | 43' 81'  |
| 9-6-2024  | Розо              | Домініка  | 2 – 3      | Ямайка    | Відбір до ЧС 2026                                  | -    |          |
| 22-6-2024 | Х'юстон           | Мексика   | 1 – 0      | Ямайка    | Копа Америка 2024 - 1-й етап                       | -    |          |
| 26-6-2024 | Парадайз (Невада) | Еквадор   | 3 – 1      | Ямайка    | Копа Америка 2024 - 1-й етап                       | -    | [ 17 ]   |
| 30-6-2024 | Остін (Техас)     | Ямайка    | 0 – 3      | Венесуела | Копа Америка 2024 - 1-й етап                       | -    |          |
| 6-9-2024  | Кінгстон (Ямайка) | Ямайка    | 0 – 0      | Куба      | Ліга націй КОНКАКАФ 2024—2025 - 1-й етап           | -    |          |
| 10-9-2024 | Тегусігальпа      | Гондурас  | 1 – 2      | Ямайка    | Ліга націй КОНКАКАФ 2024—2025 - 1-й етап           | -    | 77'      |
| Усього    |                   | Матчів    | 11         |           | Голів                                              | 0    |          |